# Música de El Señor de los Anillos: los Anillos de Poder
La música de la serie de televisión estadounidense de fantasía El Señor de los Anillos: Los Anillos de Poder está compuesta principalmente por Bear McCreary. La serie se basa en la historia de la Tierra Media de J. R. R. Tolkien, tomando como referencia principalmente el material de los apéndices de la novela El Señor de los Anillos (1954-1955). La trama se desarrolla miles de años antes de los eventos de la novela y representa los acontecimientos principales de la Segunda Edad de la Tierra Media. J. D. Payne y Patrick McKay desarrollaron la serie para el servicio de streaming Amazon Prime Video.
Los productores contactaron a McCreary para unirse al proyecto de la serie en 2019, y él comenzó a escribir temas o leitmotivos en julio de 2021. La serie no es una continuación de las trilogías cinematográficas de El Señor de los Anillos (2001-2003) y El Hobbit (2012-2014), dirigidas por Peter Jackson, y McCreary tenía restricciones contractuales que le impedían utilizar o citar cualquiera de los temas compuestos por Howard Shore para aquellas películas. A pesar de esto, McCreary buscó crear una continuidad musical entre su partitura y la de Shore. Después de seis semanas de componer nuevos temas, McCreary escribió nueve horas de música para la primera temporada completa a lo largo de ocho meses. Decidió no seguir el enfoque común en la industria de emplear a otros compositores para escribir música adicional, lo que aseguró un enfoque musical coherente para toda la serie. La grabación comenzó en noviembre de 2021, mientras McCreary aún estaba componiendo. La partitura se grabó con orquestas en los estudios Abbey Road y AIR Studios en Londres, y con un coro en el Synchron Stage en Viena. La música coral se cantó en los idiomas ficticios creados por Tolkien. Además, se grabaron solistas en distintas partes del mundo tocando una variedad de instrumentos especializados. La grabación de la música para la primera temporada concluyó en abril de 2022. De manera independiente al trabajo de McCreary, Howard Shore compuso el tema principal de la serie.
Se han lanzado álbumes de la banda sonora para cada temporada, junto con álbumes adicionales que incluyen la partitura completa de McCreary para cada episodio. La música ha recibido críticas positivas por parte de los expertos y varios reconocimientos, entre los que destaca una nominación a los Premios Primetime Creative Arts Emmy por el tema principal compuesto por Shore.

## Antecedentes
Amazon adquirió los derechos globales de televisión para El Señor de los Anillos (1954-1955) de J. R. R. Tolkien en noviembre de 2017. El servicio de streaming de la compañía, Prime Video, comprometió una serie de varias temporadas basada en la novela y sus apéndices, la cual sería producida por Amazon Studios en asociación con New Line Cinema y en consulta con la Tolkien Estate. J. D. Payne y Patrick McKay fueron designados como showrunners de la serie, titulada El Señor de los Anillos: los Anillos de Poder. La trama se desarrolla en la Segunda Edad de la Tierra Media, miles de años antes de los eventos de El Hobbit (1937) y El Señor de los Anillos. La serie sigue a un amplio elenco de personajes y abarca los principales acontecimientos de la Segunda Edad según los escritos de Tolkien: la forja de los Anillos de Poder, el ascenso del Señor Oscuro Sauron, la caída del reino insular de Númenor y la última alianza entre Elfos y Hombres.
Inicialmente, se esperaba que la serie fuera una continuación de las trilogías cinematográficas de El Señor de los Anillos (2001-2003) y El Hobbit (2012-2014) de Peter Jackson. Sin embargo, Amazon aclaró más tarde que su acuerdo con la Tolkien Estate les exigía mantener la serie distinta de las películas. A pesar de esto, los músicos de Plan 9—Janet Roddick, David Donaldson y Steve Roche—junto con David Long, quienes participaron en las películas, regresaron para proporcionar música durante la filmación de la primera temporada. Además, Howard Shore, compositor de las bandas sonoras originales de las películas de Jackson, también se unió al proyecto. En septiembre de 2020, se informó por primera vez que Shore estaba en conversaciones para participar en la serie. Según los reportes, Shore mostró interés en desarrollar temas musicales, aunque no necesariamente en componer toda la partitura. Un año después, se confirmó que Shore seguía en negociaciones, y en ese mismo momento se informó que el compositor Bear McCreary también estaba involucrado. El anuncio oficial de su contratación llegó en julio de 2022, con McCreary encargado de componer la partitura y Shore de escribir el tema principal. McCreary confirmó posteriormente que, por contrato, no podía citar ninguno de los temas que Shore había compuesto para las películas.

## Partitura original

### Composición

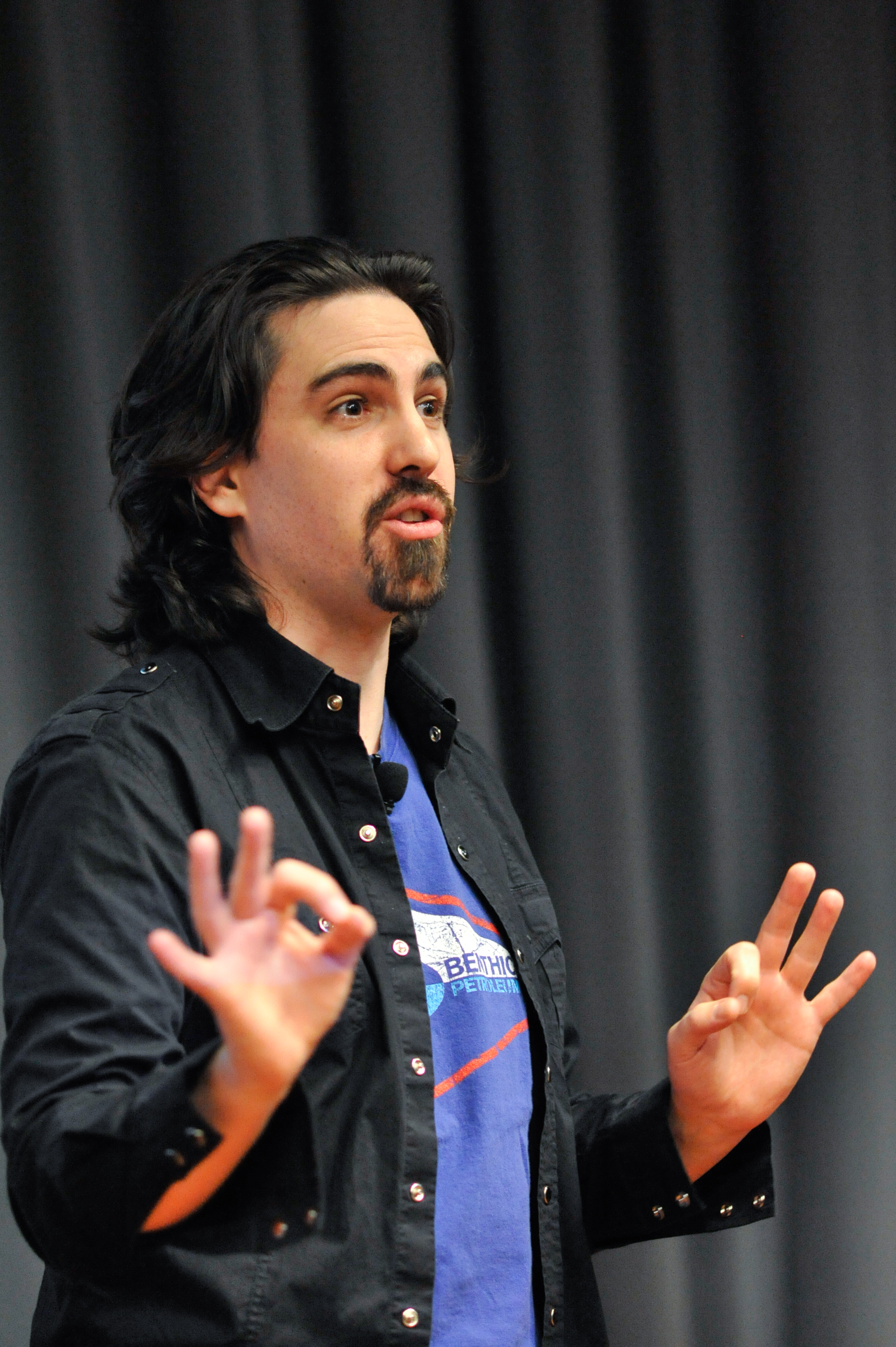
Bear McCreary compuso la partitura original de Los Anillos de Poder.

La productora ejecutiva Lindsey Weber contactó por primera vez a McCreary para trabajar en la serie, con quien había colaborado en las películas 10 Cloverfield Lane (2016) y The Cloverfield Paradox (2018). McCreary era un admirador desde hace mucho tiempo de los escritos de Tolkien y de las películas de Jackson. Este primer acercamiento ocurrió en 2019, pero no lo contrataron formalmente hasta mediados de 2021,: 3:03–3:35  después de que la pandemia de COVID-19 afectara la producción de la primera temporada y retrasara la decisión de los productores ejecutivos sobre quién sería el compositor. Esto significó que McCreary tuvo menos tiempo del que hubiera deseado para componer la partitura de la temporada.: 47:20–52:37  
Aunque no podía citar ningún tema compuesto por Shore para las películas, McCreary buscó mantenerse fiel al enfoque de Shore al preservar los sonidos y estilos musicales centrales que Shore había desarrollado para cada cultura en la Tierra Media. De esta manera, McCreary esperaba crear una «continuidad conceptual» entre la música de Shore y la suya, al añadir sus nuevos temas al «panteón de melodías memorables» que Shore había escrito. McCreary explicó que su música para estas sociedades en su apogeo evolucionaría de manera natural hacia la música de Shore para la Tercera Edad de la Tierra Media, que describió como nostálgica y melancólica.Al comenzar su trabajo en la serie, McCreary se reunió con Shore y ambos discutieron sus enfoques para la composición musical. McCreary sintió que existía una expectativa, basada en las partituras de Shore, de que la música en la serie fuera un «personaje en sí misma». Por ello, buscó igualar esa expectativa al crear una música que no quedara simplemente en segundo plano, como suele ocurrir con otras partituras modernas.
McCreary prefiere ver el material filmado completo de un proyecto antes de componer la música, pero para Los Anillos de Poder tuvo que comenzar a trabajar basándose únicamente en los guiones de la primera temporada, las conversaciones con los showrunners y una versión preliminar de los dos primeros episodios. Consideró que este enfoque funcionó para la serie porque, como fanático, pudo componer temas basados en sus propias expectativas. Esto le permitió crear temas que funcionarían no solo para la primera temporada, sino para toda la serie, ya que ya conocía los arcos principales de los personajes.Normalmente, McCreary compone tres o cuatro temas o leitmotivos para un proyecto, pero para la serie necesitó más de 15. Comenzó a trabajar en la música en julio de 2021 y dedicó «seis semanas absolutamente intensas» solo a la composición de los temas, un proceso que comparó con escribir una sinfonía. Luego, aplicó sus temas a varias escenas clave de los dos primeros episodios. Presentó estas escenas a los showrunners y otros productores ejecutivos antes de que escucharan los temas individuales, ya que quería que su primera experiencia con la música fuera en contexto.
Una vez que los productores ejecutivos aprobaron sus temas, McCreary dedicó la mayor parte de los siguientes ocho meses a componer la partitura completa de nueve horas para la primera temporada. Durante ese tiempo, solo tomó cinco días libres y decidió no seguir la práctica común en la industria de emplear a otros compositores para escribir música adicional. Esto lo hizo para garantizar un enfoque musical coherente en toda la serie. Además, de manera poco habitual, McCreary no realizó sesiones de spotting con los showrunners después de los dos primeros episodios, ya que todos consideraban que estaban en sintonía. En su lugar, compuso y preparó la partitura completa para cada episodio y la envió a los showrunners, quienes generalmente solo tenían algunas observaciones específicas para cada uno. McCreary describió como surrealista tener tanta libertad y confianza en un proyecto de tal magnitud,: 37:24–43:44  al que calificó como «la cosa más ambiciosa en la que he estado involucrado. Es una oportunidad única en la vida, poder dedicarme a algo de manera tan profunda y tener el espacio y la libertad creativa para hacer la música que quiero escuchar».
Al estar dedicado de tiempo completo a la composición de la partitura, McCreary no pudo encargarse de la orquestación por sí mismo y confió en sus colaboradores de larga data, Edward Trybek, Henri Wilkinson y Jonathan Beard, quienes siguieron las indicaciones que él les proporcionó. Además de componer para orquesta e instrumentos solistas especializados, McCreary escribió música para coro y cantantes solistas. Para estas piezas, utilizó palabras de los idiomas ficticios creados por Tolkien: las lenguas élficas quenya y sindarin, la lengua enana khuzdul, la lengua negra y la lengua númenóreana adûnaic. McCreary señaló que existe la posibilidad de inventar nuevas palabras en algunos de estos idiomas basándose en las reglas establecidas por Tolkien, pero prefirió ceñirse a las palabras que el propio Tolkien creó. Comenzó consultando un diccionario de palabras y frases para cada idioma mientras componía, y luego trabajó con Brian Claeys, de su compañía de producción, para asegurarse de que el texto encajara con la música. Payne revisó todo el texto de la partitura para garantizar que cada lengua ficticia se usara correctamente. McCreary expresó asombro y gratitud por este esfuerzo, al considerar la apretada agenda de Payne como showrunner. Finalmente, la coach de dialectos de la serie, Leith McPhearson, grabó fonéticamente cada línea de texto, sílaba por sílaba, para que el coro y los solistas pudieran aprender la pronunciación correcta de cada palabra antes de la grabación. McCreary consideró que el esfuerzo dedicado a garantizar la precisión de los idiomas en la partitura era una muestra del profundo respeto y cuidado que el equipo tenía por el material original.
Después de terminar de componer la partitura para la primera temporada, McCreary dedicó entre seis y ocho semanas a crear los álbumes de la banda sonora, participó en las campañas de marketing de la serie y luego pasó septiembre de 2022 escribiendo entradas de blog en las que explicaba en profundidad su partitura para cada episodio. Al día siguiente de terminar los blogs, lo que consideró el cierre de su trabajo en la primera temporada, McCreary recibió los guiones de la segunda temporada. Comenzó a componer nueva música en noviembre e incluyó piezas que se necesitarían durante la filmación. El compositor expresó su entusiasmo por estar involucrado en la temporada desde el principio y por poder distribuir su trabajo de manera más equilibrada en comparación con la primera temporada.: 47:20–52:37  Para la segunda temporada, compuso ocho horas de música.

### Leitmotivos
Escribir todos los temas o leitmotivos para la serie y asegurarse de que fueran distintivos y memorables requirió «cada habilidad que [McCreary] había aprendido» a lo largo de su carrera. Su enfoque consistió en utilizar un conjunto único de instrumentos especializados para cada tema, además de la orquesta y el coro, y eligió un intervalo inicial diferente para que cada tema pudiera identificarse por sus dos primeras notas. McCreary compuso un «himno» para cada cultura, con el cual los temas de los personajes podían alinearse o no, dependiendo de su caracterización, con el objetivo de «expresar claramente la intención narrativa de cada tema». Además, escribió múltiples secciones para cada tema, incluyendo introducciones y desarrollos.

#### Temas para los Elfos
- «Valinor»: El tema de McCreary para Valinor, la «tierra natal» de los Elfos al otro lado del mar, representa la cultura élfica en la serie.[10] McCreary quería que fuera la música que los Elfos cantan mientras navegan hacia Valinor, pero la escena en la que esto ocurre en el primer episodio ya se había filmado cuando lo contrataron. Los actores cantaban una canción de Plan 9 que McCreary consideró no funcionaba como tema para Valinor, por lo que el tema que compuso para la serie necesitaba coincidir con los movimientos de boca en la escena. Así entonces trabajó con el equipo de edición durante un mes para perfeccionar esto.[21]: 45:18–49:02  Mantuvo el enfoque de Shore para los Elfos, centrado en «voces ligeras y etéreas», e intentó crear una sensación de anhelo al utilizar técnicas como un acorde que está «a un tritono de la tónica, lo que lo hace sentir tan lejano como es posible... como si estuviera fuera de alcance».[21]: 45:18–49:02

- «Galadriel»: McCreary señaló que la serie se cuenta principalmente desde la perspectiva de Galadriel y quería darle una melodía memorable y poderosa que pudiera usarse con frecuencia.[21]: 57:39–58:10 Al igual que muchos de sus temas heroicos, el de Galadriel comienza con un movimiento ascendente (en este caso, un intervalo de séptima menor).[20] Luego desciende y asciende varias veces para crear la sensación de que está buscando algo, con lo que representa su búsqueda de Sauron.[10] Su tema tiene una «propulsión agresiva» relacionada con la cacería, lo que lo convierte en una excepción entre la música de los Elfos. McCreary diseñó su tema para combinarse fácilmente con el de Sauron, ya que ella piensa constantemente en él y en su deseo de justicia.[20]

- «Elrond Half-elven»: La composición que más dificultades le causó a McCreary en la primera temporada fue el tema de Elrond.[10] Su tema inicial se inspiró en el personaje autoritario de los libros y las películas, pero los productores ejecutivos no notaron al principio que había un tema para Elrond y sintieron que McCreary «no estaba seguro de qué decir» con él.[15] Después de discutir el personaje con ellos, McCreary lo vio como un optimista marginado que lucha con el legado de su familia y compuso una melodía para instrumentos de viento y cuerdas que captura su «inocencia, ingenuidad y optimismo».[10][20] El tema oscila entre un tono mayor y uno menor, como si «no supiera del todo si es feliz o triste».[20]

Para las presentaciones de la capital élfica, Lindon, y del Alto Rey Gil-galad, McCreary eligió usar el tema de Elrond. No lo hizo para sugerir que Elrond representaba a los Elfos en general, sino porque quería que la audiencia se centrara en el personaje de Elrond en esas escenas.Tenía un tema específico planeado para Gil-galad, pero no lo utilizó durante la primera temporada.

#### Temas para los Enanos
- «Khazad-dûm»: McCreary mantuvo el enfoque de Shore de utilizar voces masculinas profundas cantando en khuzdul, la lengua enana,[13][23] pero logró diferenciar su tema del trabajo de Shore porque la serie explora a los Enanos en su apogeo, en contraste con la representación de los Enanos en las películas como un «pueblo triste, noble y desplazado en la diáspora».[15] McCreary compuso un himno patriótico con un patrón de cuerdas vibrantes y el sonido de yunques golpeados con martillos de metal.[20][23] La presentación de Khazad-dûm fue una de las primeras escenas que McCreary musicalizó, y los productores ejecutivos no tuvieron observaciones al respecto, lo que llevó a McCreary a afirmar que «la música enana está muy arraigada en mi ADN».[15] Este tema también está asociado con el Rey Durin III.[20]

- «Durin IV»:

El tema del Príncipe Durin IV comparte rasgos con «Khazad-dûm», pero McCreary señaló que tiene más «calidez, intimidad e incluso un toque de comedia», con «una capa de personalidad jovial y casi animada». Sintió que había una nobleza en la música que evitaba convertirse en un alivio cómico, especialmente cuando utilizó un corno francés para representar el árbol que Elrond le regaló a Durin. Esto contrasta con la introducción de Disa, la esposa de Durin, donde se emplean un violonchelo y un violín.: 27:02–28:10 

#### Temas para los Hombres del Sur
- «Halbrand»: Este tema representa a los Hombres de las Tierras del Sur y su supuesto rey, Halbrand.[20] Dado que Halbrand es en realidad Sauron disfrazado, McCreary compuso este tema de manera que, al tocarlo al revés o invertir las notas musicales, se transformara en el tema de Sauron. Para que esta conexión fuera menos evidente antes de la revelación, ajustó el tema de Halbrand a una tonalidad mayor, utilizó instrumentos diferentes a los del tema de Sauron y añadió una segunda sección con intervalos más amplios entre las notas, similares a los grandes intervalos en los temas heroicos de McCreary.[12]: 28:50–39:20  McCreary señaló que los Hombres del Sur de la Tierra Media estaban representados en las películas por el pueblo de Rohan, para el cual Shore utilizó principalmente el hardanger fiddle, un instrumento noruego. Por ello, McCreary empleó el mismo instrumento para los Hombres de las Tierras del Sur, pero en un registro más grave y combinado con otro instrumento de cuerda nórdico, el nyckelharpa.[20]

- «Bronwyn and  Arondir»: McCreary no estaba satisfecho con su versión inicial del tema de amor para la humana Bronwyn y el elfo Arondir, por lo que lo reescribió después de terminar los demás temas. Quería que representara «anhelo y atracción, pero también tristeza». Inspirado por la partitura de Nino Rota para Romeo y Julieta (1968) y la música de Dmitri Shostakovich, Samuel Barber y John Williams, McCreary dotó al tema de saltos ascendentes repetidos para crear una sensación de añoranza.[20]

#### Temas para los Hombres del Oeste (Númenóreanos)
- «Númenor»: Dado que el reino insular de Númenor no existe durante la época de las películas, McCreary quiso representarlo con una música que no se encuentra en las partituras de Shore. Comparó la cultura númenóreana con civilizaciones pasadas del mundo real que ya no existen, como el Antiguo Egipto y Babilonia, y decidió utilizar instrumentos como los tambores de marco de Medio Oriente, los tambores dhol de la India, los duduk armenios y el yaylı tambur turco. También destacó la sección de metales en la orquesta tradicional europea como una alusión a las leyendas artúricas.[10] Este tema también representa al personaje de Pharazôn y comienza a utilizarse de manera más oscura en la segunda mitad de la primera temporada.[16]

- «Elendil and Isildur»: Este tema está dedicado a los personajes númenóreanos Elendil e Isildur,[16] y también se utiliza para representar el Árbol Blanco de Númenor. McCreary compuso el tema anticipando la división de los Númenóreanos en los Fieles, que mantienen su amistad con los Elfos y están representados por el tema «Elendil and Isildur», y los Hombres del Rey, que continúan representados por el tema principal de «Númenor». Isildur se presenta con el tema interpretado en un violín rústico, mientras que Elendil está representado por instrumentos de metal.[21]: 45:18–49:02  La segunda mitad del tema no se utiliza en la primera temporada, ya que se escribió para ser empleada en temporadas posteriores, cuando Elendil e Isildur formen parte de la última alianza entre Elfos y Hombres. McCreary quería asegurarse de que este tema «melancólico y nostálgico» siguiera funcionando en ese punto de la historia, cuando necesitaría ser «trágico, operático y elevado».[16]

#### Temas para los Pelosos
- «Harfoot Life»:  Este tema representa el estilo de vida nómada y reservado de los pelosos. Está compuesto en un compás de 11/8, que McCreary describió como «desigual, como una rueda de carreta con un bache que sigue rodando».[20] Dado que los pelosos son los predecesores de los Hobbits de las películas, McCreary quería que su música pudiera evolucionar hacia la inspiración celta que Shore utilizó para los hobbits.[10] Por ello, el tema emplea instrumentos celtas: gaitas escocesas, uilleann pipes irlandeses, bodhrán (tambores) y silbatos de metal.[23] McCreary añadió percusión de balafón africano, que suena como instrumentos que los pelosos podrían fabricar con troncos recolectados durante sus viajes. Explicó que estos sonidos se abandonarían en el futuro, cuando se establezcan en la Comarca, momento en el que la música más orquestal de Shore para los hobbits sería más apropiada.[10]

- «Nori Brandyfoot»: El tema de Nori, una pelosa esperanzada y curiosa, es más melódico que «Harfoot Life» y se centra más en los instrumentos celtas, al utilizar además un compás más fluido de 6/8. Esto significa que, en lugar de tener intervalos pequeños y repetidos como en «Harfoot Life», el tema de Nori tiene saltos más grandes que sugieren que ella no está satisfecha con una vida pelosa convencional y busca mirar hacia afuera y hacia arriba.[20] McCreary escribió el tema de Nori antes de definir el enfoque general para esta raza, por lo que tuvo que añadir elementos de «Harfoot Life» a su tema, al incluir un ostinato de apertura en percusión de madera, para asegurarse de que conservara el «color peloso».[21]: 23:09–25:33

#### Temas para los Orcos
- «Nampat»: Esta pista combina los temas de McCreary para los Orcos y su líder, Adar.[24] Para representar a los Orcos, McCreary creó una «textura gritona, extraña y de otro mundo» al utilizar tambores e instrumentos de viento hechos de huesos, como astas y fémures. También empleó caracolas y silbatos de la muerte aztecas.[13] McCreary describió esto más como una «nube musical» que como un tema, diferenciándolo del resto de los temas de la serie, incluido el de Sauron.[16] En contraste, el tema de Adar tiene una melodía. Esta se escucha en «Nampat» interpretada por instrumentos de metal, pero en la serie suele tocarse con una combinación de flautas shakuhachi japonesas y dizi chinas.[24] McCreary incluyó varias referencias a la partitura de Garry Schyman para el videojuego Middle-earth: Shadow of Mordor (2014) en su tema de los Orcos, al afirmar que era su música favorita de El Señor de los Anillos fuera de las adaptaciones cinematográficas y televisivas.[25]

#### Temas para otros personajes
«Sauron»: El tema de Sauron combina un ostinato en compás de 7/8 con una melodía en 4/4 para reflejar la naturaleza retorcida y desigual del personaje.: 1:05:17–1:05:57  Tiene una forma circular y repetitiva. El tema incluye un coro que canta en la lengua negra y usa palabras de la inscripción del Anillo Único, ya que Tolkien no proporcionó muchas otras palabras en este idioma en sus escritos. McCreary señaló que el canto sonó más fuerte y «tan malvado» como él no había planeado inicialmente, y afirmó que los libros de Tolkien «implicaban que cuando se habla en lengua negra, una nube de maldad llena la habitación... ¡y eso sucedió!». McCreary creó variaciones del tema circular de Sauron para cuando el personaje cambia de forma, incluyendo su disfraz como Halbrand. También utilizó este tema para representar al predecesor de Sauron, el Señor Oscuro Morgoth, quien aparece brevemente en la serie.
- «The Stranger»: El tema del misterioso forastero que llega a la Tierra Media no comparte ideas musicales con los temas culturales de la serie, lo que refleja que su origen es desconocido. El tema siempre comienza con los sonidos de un conjunto de percusión gamelán de Indonesia[20] y un intervalo de séptima mayor, que McCreary describió como raro en la música popular moderna. Explicó que el tema es «tanto mayor como menor, tanto heroico como retorcido», lo que añade misterio al personaje.[10] McCreary no preguntó específicamente quién era el personaje cuando comenzó a escribir el tema, pero sí preguntó si sería un héroe o un villano. Al saber que el personaje sería heroico al final de la primera temporada, McCreary hizo que el tema fuera más ominoso al principio. Este enfoque se inspiró en las bandas sonoras de E.T., el extraterrestre (1982) y El gigante de hierro (1999).[12]: 39:29–47:12

- «The Mystics»: El último tema de personaje introducido en la primera temporada es para estas tres mujeres misteriosas. McCreary describió este tema como el más simple de la partitura, con voces susurradas y sin melodía. Para representar a los tres personajes, eligió tres palabras en quenya que se repiten y un compás de 3/4. Se utilizaron dos técnicas de producción para darle al coro una «cualidad de otro mundo»: se grabaron en diferentes capas que se mezclaron de manera irregular, creando una sensación incómoda inspirada en los videos ASMR; y se añadió un efecto de «reverberación inversa» antes de cada palabra, de modo que la primera sílaba reverbera antes de ser susurrada.[27]

#### Otros temas
- «Tema principal de El Señor de los Anillos: Los Anillos de Poder»: El tema principal de la serie, compuesto por Howard Shore, se creó de manera independiente a la partitura de McCreary.[28] McCreary lo escuchó por primera vez cuando estaba a mitad de camino en la composición de la música para la primera temporada y lo describió como una «maravillosa fanfarria para nuestra serie» que cumplió con sus expectativas. Lo calificó como «hermoso y noble» y dijo que le provocó nostalgia por las películas de Jackson,[16] al mismo tiempo que encajaba «tan bellamente» con su propia partitura para la serie.[28]
- «Where the Shadows Lie»: McCreary compuso esta canción utilizando el texto del «Poema del Anillo» de El Señor de los Anillos de Tolkien, y la usó como un tema para los Anillos de Poder, la magia del mithril, las maquinaciones de Sauron y la oscura tierra de Mordor. McCreary explicó que combinaba una «melodía inquietante» con el texto ominoso de Tolkien.[29] Se escucha por primera vez en la tarjeta de título inicial del primer episodio, se reproduce en su totalidad sin letra durante los créditos finales de ese episodio y se utiliza múltiples veces en la partitura de cada episodio.[21]: 1:17:41–1:18:55  La versión con letra se escucha por primera vez durante los créditos finales del último episodio de la primera temporada. Las letras se retuvieron hasta ese momento para no revelar el significado del tema en los episodios anteriores,[29] aunque McCreary había revelado previamente que existía un tema para los Anillos de Poder en su partitura antes de que la canción se lanzara.[10]

Además, McCreary utilizó el «efecto de viento sobrecargado» de una flauta shakuhachi japonesa como un sonido recurrente para señalar la presencia de lobos en la serie.

### Grabación y mezcla
Gracias al gran presupuesto de la serie, McCreary contó con los recursos necesarios para grabar la partitura como él deseaba, sin tener que recurrir a técnicas comunes de ahorro de costos en televisión, como alternar entre orquestas más grandes y más pequeñas. La grabación de la partitura comenzó en noviembre de 2021. Cada episodio utilizó una orquesta de 90 músicos en los estudios Abbey Road o AIR Studios en Londres durante cuatro días, un coro de 40 personas y un coro infantil en el Synchron Stage de Viena durante tres o cuatro días, y solistas en varios instrumentos especializados en Los Ángeles, Nueva York, Noruega y Suecia durante siete días. Debido a las restricciones impuestas por la pandemia de COVID-19 sobre el número de intérpretes que podían estar juntos, la orquesta se dividió en secciones de cuerdas, vientos y metales, y percusión para sesiones de grabación separadas. McCreary supervisó las diversas sesiones de grabación de manera remota mientras continuaba componiendo la partitura, con Gavin Greenaway, Cliff Masterson y Anthony Weeden encargados de la dirección de la orquesta. Gottfried Rabl y Bernhard Melbye Voss dirigieron los coros.
Las diferentes grabaciones se mezclaron juntas por Jason LaRocca para que sonaran como si hubieran sido grabadas al mismo tiempo. A finales de 2021, la música se estaba incorporando a la mezcla final de sonido para cada episodio. Este proceso se realizó en un horario comparable al de una película, lo que permitió a McCreary trabajar con los editores de cada episodio, el diseñador de sonido Robby Stambler y los mezcladores de sonido Lindsey Alvarez y Beau Borders hasta que todos estuvieran satisfechos con la mezcla de sonido de cada episodio. McCreary afirmó que esta fue la primera vez en su carrera que pudo dar su opinión sobre una mezcla de sonido antes de la intervención de los showrunners. Trabajar en las mezclas de música, supervisar las grabaciones y seguir componiendo toda la música por sí mismo tuvo un gran impacto en su bienestar físico y mental, pero decidió continuar componiendo toda la partitura porque quería materializar «la totalidad de su visión» y porque escribir música para El Señor de los Anillos era un sueño de toda su vida. McCreary terminó de componer la partitura en abril de 2022 y pudo dirigir la orquesta para el episodio final en AIR Studios ese mismo mes.
Para la primera temporada, se grabaron varios solistas que tocaron instrumentos especializados. Paul Jacob Cartwright interpretó el violín, mientras que Eric Rigler, colaborador de larga data de McCreary, tocó las gaitas y los silbatos irlandeses. Bruce Carver se encargó de los tambores bodhrán, y Olav Luksengård Mjelva tocó el hardanger fiddle, un violín tradicional noruego. Erik Rydvall interpretó el nyckelharpa, un instrumento de cuerda sueco, y Malachai Bandy, amigo cercano de McCreary, tocó el yaylı tambur y la viola da gamba. Zac Zinger aportó su talento con la flauta shakuhachi, y William Roper creó la música de los Orcos utilizando cuernos de guerra, caracolas ceremoniales, astas, flautas de fémur y silbatos de la muerte aztecas. La violinista Sandy Cameron interpretó los solos para la pista «Scherzo for Violin and Swords» y la versión instrumental de «Where the Shadows Lie», mientras que Eric Byers proporcionó los solos de violonchelo. Entre los solistas vocales se incluyeron Sladja Raicevic, la soprano infantil Laura Maier y Raya Yarbrough, esposa de McCreary.

## Música diegética y canciones
Plan 9 y David Long compusieron ocho piezas musicales para ser utilizadas en el set de la primera temporada, incluyendo música diegética para las calles de Númenor. La serie incluye varias canciones que se escuchan en pantalla, algo que McCreary celebró, ya que considera que las canciones son una parte fundamental de los escritos de Tolkien y ayudan a mostrar las diferentes culturas de la Tierra Media.: 11:10–11:42  Plan 9 compuso la melodía de la canción «This Wandering Day», con letra del showrunner J. D. Payne. McCreary se encargó de los arreglos y la orquestación de la canción, que es interpretada por la actriz Megan Richards en su papel de Poppy Proudfoot, una pelosa, durante el episodio «Partings». Janet Roddick, de Plan 9, también interpretó una versión de la canción que se escucha durante los créditos finales del episodio.Además, una versión de la canción «Where the Shadows Lie», que McCreary escribió como un tema central de la partitura, se escucha durante los créditos finales del último episodio de la primera temporada, con la participación de la cantante Fiona Apple.Para la segunda temporada, McCreary pudo contribuir a la música necesaria durante la filmación, ya que estuvo involucrado en la producción desde el principio.: 47:20–52:37 

## Música adicional
McCreary recibió el encargo de componer música original para el video de anuncio del título de la serie, lanzado en enero de 2022, para el cual utilizó su tema «The Stranger». Más adelante, en 2022, Amazon le pidió a McCreary que realizara una presentación en vivo con una orquesta en la San Diego Comic-Con. Para esta ocasión, combinó las pistas «Nolwa Mahtar», «Galadriel», «Sauron» y «The Stranger» en una obertura para coro, orquesta, percusión y la violinista solista Sandy Cameron.

## Lanzamiento

### Sencillos
Dos sencillos de la partitura de la primera temporada se lanzaron cuando McCreary fue anunciado como compositor de la serie. Para la segunda temporada, dos canciones se publicaron como sencillos antes del lanzamiento del álbum de la banda sonora.
| Título                                        | Formato | Duración | Fecha de lanzamiento en EUA | Discográfica       | Ref.   |
| --------------------------------------------- | ------- | -------- | --------------------------- | ------------------ | ------ |
| «Galadriel»                                   | Digital | 3:44     | 21 de julio de 2022         | Amazon Music       | [ 9 ]  |
| «Sauron»                                      | Digital | 2:46     | 21 de julio de 2022         | Amazon Music       | [ 9 ]  |
| «The Last Ballad of Damrod» (con Jens Kidman) | Digital | 3:18     | 8 de agosto de 2024         | Roadrunner Records | [ 31 ] |
| «Old Tom Bombadil» (con Rufus Wainwright)     | Digital | 3:10     | 15 de agosto de 2024        | Amazon Music       | [ 32 ] |

### Álbumes
McCreary produjo un álbum para la primera temporada que incluye sus temas principales, así como momentos destacados de cada episodio. Editó, reescribió y regrabó la mayor parte de la música para crear «una experiencia auditiva emocional que captura el arco narrativo de la temporada en un formato sinfónico», y para eliminar algunos spoilers, ya que el álbum se lanzó antes que los episodios. La versión de «Where the Shadows Lie» con la participación de Fiona Apple se añadió al álbum después de que todos los episodios fueran lanzados. Además, McCreary publicó álbumes individuales después del estreno de cada episodio, que contenían «prácticamente cada segundo de la partitura» de cada uno. Para la segunda temporada, la música se lanzó siguiendo un patrón similar: un álbum inicial con selecciones de la partitura completa de la temporada, seguido de álbumes individuales por episodio.
| Título                                               | Formato | Duración | Fecha de lanzamiento en EUA | Discográfica | Ref.          |
| ---------------------------------------------------- | ------- | -------- | --------------------------- | ------------ | ------------- |
| Season One                                           | Digital | 2:40:54  | 19 de agosto de 2022        | Amazon Music | [ 35 ]        |
| Season One                                           | CD      | 2:40:54  | 14 de octubre de 2022       | Mondo        | [ 35 ]        |
| Season One                                           | Vinilo  | 2:40:54  | 13 de enero de 2023         | Mondo        | [ 35 ]        |
| Season One, Episode One: A Shadow of the Past        | Digital | 55:49    | 1 de septiembre de 2022     | Amazon Music | [ 30 ] [ 36 ] |
| Season One, Episode Two: Adrift                      | Digital | 49:17    | 1 de septiembre de 2022     | Amazon Music | [ 30 ] [ 36 ] |
| Season One, Episode Three: Adar                      | Digital | 51:29    | 9 de septiembre de 2022     | Amazon Music | [ 30 ] [ 36 ] |
| Season One, Episode Four: The Great Wave             | Digital | 54:53    | 16 de septiembre de 2022    | Amazon Music | [ 30 ] [ 36 ] |
| Season One, Episode Five: Partings                   | Digital | 55:08    | 23 de septiembre de 2022    | Amazon Music | [ 30 ] [ 36 ] |
| Season One, Episode Six: Udûn                        | Digital | 48:56    | 30 de septiembre de 2022    | Amazon Music | [ 30 ] [ 36 ] |
| Season One, Episode Seven: The Eye                   | Digital | 54:57    | 7 de octubre de 2022        | Amazon Music | [ 30 ] [ 36 ] |
| Season One, Episode Eight: Alloyed                   | Digital | 59:46    | 14 de octubre de 2022       | Amazon Music | [ 30 ] [ 36 ] |
| Season Two                                           | Digital | 1:40:50  | 23 de agosto de 2024        | Amazon Music | [ 34 ] [ 37 ] |
| Season Two                                           | CD      | 1:40:50  | 29 de noviembre de 2024     | Mutant       | [ 34 ] [ 37 ] |
| Season Two                                           | Vinilo  | 1:22:06  | 29 de noviembre de 2024     | Mutant       | [ 34 ] [ 37 ] |
| Season Two, Episode One: Elven Kings Under the Sky   | Digital | 45:32    | 29 de agosto de 2024        | Amazon Music | [ 30 ] [ 36 ] |
| Season Two, Episode Two: Where the Stars are Strange | Digital | 40:08    | 29 de agosto de 2024        | Amazon Music | [ 30 ] [ 36 ] |
| Season Two, Episode Three: The Eagle and the Sceptre | Digital | 41:24    | 29 de agosto de 2024        | Amazon Music | [ 30 ] [ 36 ] |
| Season Two, Episode Four: Eldest                     | Digital | 40:14    | 5 de septiembre de 2024     | Amazon Music | [ 30 ] [ 36 ] |
| Season Two, Episode Five: Halls of Stone             | Digital | 40:11    | 12 de septiembre de 2024    | Amazon Music | [ 30 ] [ 36 ] |
| Season Two, Episode Six: Where Is He?                | Digital | 39:59    | 19 de septiembre de 2024    | Amazon Music | [ 30 ] [ 36 ] |
| Season Two, Episode Seven: Doomed to Die             | Digital | 45:07    | 26 de septiembre de 2024    | Amazon Music | [ 30 ] [ 36 ] |
| Season Two, Episode Eight: Shadow and Flame          | Digital | 56:00    | 3 de octubre de 2024        | Amazon Music | [ 30 ] [ 36 ] |

### Edición especial en caja
El 26 de abril de 2024 se lanzó una edición limitada en caja para la primera temporada, producida por Mondo, Amazon Music y el sello de McCreary, Sparks and Shadows. Esta colección incluye el lanzamiento en dos CD del álbum de la primera temporada de Mondo, junto con ocho CD que contienen la música de cada episodio. Además, viene acompañada de un diario de 136 páginas escrito por McCreary, en el que detalla su experiencia episodio por episodio y reflexiona sobre la creación de la partitura de la temporada.

## Recepción

### Crítica
Jonathan Broxton, de Movie Music UK, afirmó que el tiempo y esfuerzo dedicados a escribir una reseña sobre la banda sonora de la primera temporada valieron la pena, al elogiarla como la mejor de la carrera de McCreary y calificándola como un logro asombroso que estuvo a la altura del alto estándar establecido por Shore en las películas. Broxton analizó los distintos temas y técnicas que utilizó McCreary y concluyó que «el diseño conceptual, la creatividad intelectual y la construcción musical en esta banda sonora son algo que simplemente no se ve en la composición cinematográfica moderna... el hecho de que tantos temas sean claramente identificables y memorables, con melodías realmente tarareables, es algo que debería celebrarse en todas partes». Consideró que fue la mejor banda sonora de cualquier película o serie en 2022 y, en sus premios anuales Movie Music UK Awards, la nombró banda sonora del año, además de reconocerla como la mejor banda sonora original para televisión.
James Southall, de Movie Wave, describió la contratación de McCreary como un gran acierto y destacó que el compositor logró crear una música que encajaba con la de Shore sin intentar imitarlo. Aunque ninguno de los temas de McCreary le proporcionó la «gratificación instantánea» de algunos de los temas clave de Shore en las películas, encontró varios memorables—algo poco común en la televisión moderna, según él—y elogió especialmente «Galadriel». Southall consideró que esta banda sonora representó un momento clave en la carrera de McCreary.David A. McIntee, de Sci-Fi Bulletin, afirmó que la partitura era un verdadero pastiche del estilo de Shore y un ejemplo sobresaliente de composición televisiva, otorgándole una calificación excepcional de 11 sobre 10. Sarah Shachat, de IndieWire, calificó la banda sonora como una «fuerza de la naturaleza» y destacó la capacidad de McCreary para transmitir información sobre la historia y los personajes, además de «reconstruir» sonidos que podrían evolucionar naturalmente en el material de Shore. En MovieWeb, Kyle Kruske coincidió con esa opinión en un artículo que describió como una «oda a la excelente banda sonora de Bear McCreary», en el que afirmó que la partitura era un «digno sucesor» de la «corona musical» de Shore.
Patrick Lyon, de Collider, afirmó que la banda sonora lo transportó de inmediato de regreso a la Tierra Media y analizó cómo McCreary respetó el enfoque de Shore en el uso de leitmotivs para las películas. Destacó la pieza «Khazad-dûm», al señalar que mantenía coherencia con el material de Shore para los enanos, pero al mismo tiempo representaba una era distinta para esos personajes.Alice Rose Dodds, de Game Rant, también abordó cómo McCreary honró el trabajo de Shore mientras creaba una partitura adecuada para la ambientación y los personajes de Los Anillos de Poder. Coincidió con Lyon en su apreciación de «Khazad-dûm» y resaltó el tratamiento de «Galadriel» en comparación con la música de Shore para ese personaje. Concluyó que «McCreary toma todo lo que Shore ha hecho y lo transforma en algo que funciona en el nuevo contexto de la serie... inspira esperanza en quienes lo escuchan, de que The Rings of Power arderá con el corazón de Tolkien en su centro».Jeremy Mathai, de /Film, consideró que la banda sonora demostraba el poder de los motivos musicales, algo que muchas películas y series modernas, como las del Universo Cinematográfico de Marvel, no aprovechaban.
En Screen Rant, Thomas Bacon describió la partitura como «absolutamente impresionante» y dijo que evocaba la música de Shore mientras aportaba una sensación renovada a la serie. Aunque no creía que estuviera a la altura de las películas, la calificó de «notablemente impresionante» y una muestra del talento de McCreary.Por su parte, Zanobard Reviews también consideró que la partitura no alcanzaba el nivel de la de Shore y se mostró decepcionado con la contribución de este último, al argumentar que el tema principal no era memorable y que solo se incluyó para vincularlo con la serie. Sin embargo, calificó el trabajo de McCreary como «bastante impresionante» y otorgó al álbum de la primera temporada una puntuación de 9 sobre 10.

### Comercial
En las dos primeras semanas tras el lanzamiento del álbum de la primera temporada, el tema principal de Shore superó las 117 000 reproducciones en Spotify, mientras que «Galadriel» y «Khazad-dûm» fueron reproducidas más de 100 000 veces. Durante la semana del 27 de octubre de 2023, el álbum alcanzó el puesto 15 en la lista de bandas sonoras del Reino Unido y el 28 en la lista de descargas de álbumes del país.

### Premios
La banda sonora de la primera temporada ocupó el séptimo lugar en la lista de IndieWire de las mejores bandas sonoras de televisión de 2022.
| Premio                                              | Fecha de la ceremonia   | Categoría                                                                     | Nominado (s)                                                              | Resultados | Refs.         |
| --------------------------------------------------- | ----------------------- | ----------------------------------------------------------------------------- | ------------------------------------------------------------------------- | ---------- | ------------- |
| ASCAP Composers' Choice Awards                      | 16 de mayo de 2023      | Banda sonora televisiva del año                                               | Bear McCreary (por Season One)                                            | Nominado   | [ 51 ]        |
| Hollywood Music in Media Awards                     | 16 de noviembre de 2022 | Banda Sonora Original — Serie de TV/Miniserie                                 | Bear McCreary (por Season One)                                            | Nominado   | [ 52 ]        |
| International Film Music Critics Association Awards | 23 de febrero de 2023   | Banda Sonora del Año                                                          | Bear McCreary y Howard Shore (por Season One)                             | Nominado   | [ 53 ] [ 54 ] |
| International Film Music Critics Association Awards | 23 de febrero de 2023   | Compositor del Año                                                            | Bear McCreary                                                             | Ganador    | [ 53 ] [ 54 ] |
| International Film Music Critics Association Awards | 23 de febrero de 2023   | Composición del Año                                                           | Bear McCreary (por «Galadriel»)                                           | Nominado   | [ 53 ] [ 54 ] |
| International Film Music Critics Association Awards | 23 de febrero de 2023   | Composición del Año                                                           | Bear McCreary (por «Númenor»)                                             | Nominado   | [ 53 ] [ 54 ] |
| International Film Music Critics Association Awards | 23 de febrero de 2023   | Composición del Año                                                           | Bear McCreary (por «Sailing Into the Dawn»)                               | Nominado   | [ 53 ] [ 54 ] |
| International Film Music Critics Association Awards | 23 de febrero de 2023   | Mejor Banda Sonora Original para Televisión                                   | Bear McCreary y Howard Shore (por Season One)                             | Ganador    | [ 53 ] [ 54 ] |
| International Film Music Critics Association Awards | 27 de febrero de 2025   | Banda Sonora del Año                                                          | Bear McCreary (por Season Two)                                            | Pendiente  | [ 55 ]        |
| International Film Music Critics Association Awards | 27 de febrero de 2025   | Compositor del Año                                                            | Bear McCreary                                                             | Pendiente  | [ 55 ]        |
| International Film Music Critics Association Awards | 27 de febrero de 2025   | Composición del Año                                                           | Bear McCreary (por «Battle for Eregion»)                                  | Pendiente  | [ 55 ]        |
| International Film Music Critics Association Awards | 27 de febrero de 2025   | Composición del Año                                                           | Bear McCreary (por «The Sun Yet Shines)                                   | Pendiente  | [ 55 ]        |
| International Film Music Critics Association Awards | 27 de febrero de 2025   | Mejor Banda Sonora Original para Televisión                                   | Bear McCreary (por Season Two)                                            | Pendiente  | [ 55 ]        |
| Primetime Creative Arts Emmy Awards                 | 7 de enero de 2024      | Mejor Tema Principal Original                                                 | Howard Shore (por «The Lord of the Rings: The Rings of Power Main Title») | Nominado   | [ 56 ]        |
| Society of Composers & Lyricists Awards             | 15 de febrero de 2023   | Mejor Banda Sonora Original para una Producción de Televisión                 | Bear McCreary (por Season One)                                            | Nominado   | [ 57 ]        |
| Society of Composers & Lyricists Awards             | 12 de febrero de 2025   | Mejor Banda Sonora Original para una Producción de Televisión                 | Bear McCreary (por Season Two)                                            | Nominado   | [ 58 ]        |
| Society of Composers & Lyricists Awards             | 12 de febrero de 2025   | Mejor Canción Original para una Producción Audiovisual Dramática o Documental | Bear McCreary (por «Old Tom Bombadil»)                                    | Nominado   | [ 58 ]        |
| World Soundtrack Awards                             | 21 de octubre de 2023   | Compositor para la Televisión del Año                                         | Bear McCreary                                                             | Nominado   | [ 59 ]        |